# Sieciowy Rozkład Jazdy Pociągów
Sieciowy Rozkład Jazdy Pociągów – wydawany co roku rozkład jazdy pociągów dostępny wraz z mapą sieci PKP. Zawierał informacje o wszystkich pociągach kursujących po sieci kolejowej PKP (dawniej zawierał również rozkłady kolei wąskotorowych – dojazdowych). SRJP przeznaczony był głównie do celów służbowych (zazwyczaj dla konduktorów pociągów), jednak każdy mógł go nabyć na większych dworcach kolejowych.
Sieciowy rozkład jazdy pociągów 2011/2012 był ostatnim, jaki ukazał się w formie papierowej. PKP Polskie Linie Kolejowe, na których od rozkładu 2012/2013 spoczywa obowiązek rozkładowy, odstąpiły od kontynuacji wydawania SRJP. Spotkało się to z oburzeniem, a nawet zarzutem o niewypełnienie ustawowego obowiązku publikacji rozkładu jazdy. Od rozkładu jazdy 2012/2013 sieciowy rozkład jazdy pociągów dostępny jest w formie elektronicznej na stronie internetowej spółki PKP PLK S.A.

## Układ SRJP
Książka zawierająca SRJP podzielona była na 3 części:
- informacje ogólne, oznaczenia, tabele cen biletów, wykaz stacji i przystanków, wykaz pociągów z miejscami rezerwowanymi;
- rozkład jazdy pociągów w komunikacji krajowej;
- skrócony rozkład jazdy pociągów międzynarodowych.

SRJP przedstawia rozkłady jazdy pociągów w układzie tabelarycznym, tzn. dla danego odcinka linii kolejowej jest przeznaczona tabela o trzycyfrowym numerze. Pierwsza cyfra oznacza jeden z sześciu okręgów komunikacyjnych:
- I okręg – obejmuje południe;
- II okręg – obejmuje południowy zachód;
- III okręg – obejmuje zachód;
- IV okręg – obejmuje północ;
- V okręg – obejmuje wschód;
- VI okręg – obejmuje centrum.

W danej tabeli przedstawia się rozkład jazdy poszczególnych pociągów z oznaczeniem jego kategorii, relacji, terminów kursowania oraz usług dodatkowych (przesyłki konduktorskie, rezerwacja miejsc bądź wagony restauracyjne czy sypialne). Kolorem czerwonym oznacza się pociągi pospieszne, ekspresy, Intercity oraz pociągi międzynarodowe. Pozostałe pociągi oznacza się kolorem czarnym. Numer tabeli jest stały, więc likwidacja połączenia nie powoduje przenumerowania, lecz likwidację tabeli. W przypadku przywrócenia połączeń na trasie numer jest przywracany.

## Rejonowy rozkład jazdy pociągów
Istniała jeszcze wersja rozkładu jazdy dla województwa, wydawana pod nazwą "Rejonowy rozkład jazdy pociągów". Swoje rozkłady miały Warszawa, Łódź, Poznań, Wrocław, Szczecin, Gdańsk, Katowice, Kraków, Lublin i Olsztyn. Była znacznie tańsza i mniejsza, przez co wygodniejsza w użyciu dla ludzi korzystających z przejazdów na terenie tylko jednego województwa. Obecnie zbliżony rozkład wydają Koleje Dolnośląskie.